# Hilde Schädle-Deininger
Hilde Irmgard Schädle-Deininger (* 1947 in Gailenkirchen bei Schwäbisch Hall) ist eine deutsche Krankenschwester, Lehrerin für Pflegeberufe, Diplom-Pflegewirtin, Fachkrankenschwester für Psychiatrische Pflege und Fachbuchautorin. Sie gehört zu den Reformerinnen psychiatrischer Pflege in Deutschland.

## Biografie
Hilde Schädle-Deininger absolvierte zwischen 1965 und 1968 eine Krankenpflegeausbildung an der Krankenpflegeschule des Universitätsklinikums Tübingen. Zwischen 1970 und 1972 schloss sie eine sozialpsychiatrische Zusatzausbildung am Universitätsklinikum Tübingen an, wo sie auch an der Konzeption und Einrichtung einer der ersten Tageskliniken in der BRD beteiligt war. Zwischen 1975 und 1983 arbeitete sie am Niedersächsischen Landeskrankenhaus Wunstorf bei Hannover, baute dort die psychiatrische Ambulanz und die Weiterbildungsstätte Fachkrankenpflege in der Psychiatrie sowie die innerbetriebliche Fortbildung auf. Sie gehört zu den ersten Mitgliedern der 1970 gegründeten Deutschen Gesellschaft für Soziale Psychiatrie e. V. (DGSP). Sie leitete gemeinsam mit Peter Bastiaan von 1977 bis 1979 nebenamtlich die erste zweijährige berufsgruppen- und einrichtungsübergreifende Sozialpsychiatrische Zusatzausbildung der DGSP. Als Mitglied der Aktion Psychisch Kranke e. V. (APK) oblag ihr Ende der 1970er bis Ende der 1980er Jahre die Konzeption, Planung und Durchführung einer jährlichen psychiatrischen Pflegetagung für die APK. Von 1983 bis 1989 arbeitete sie im Sozialpsychiatrischen Dienst am Stadtgesundheitsamt in Offenbach. Zwischen 1989 und 1997 leitete sie am Berufsfortbildungswerk des DGB in Frankfurt am Main u. a. die Weiterbildung zur Fachpflege Psychiatrie. Ab 1997 hielt sie eine Stabsstelle der Pflegedirektion am Universitätsklinikum Frankfurt am Main inne und war in der Aus-, Fort- und Weiterbildung tätig. Sie war Lehrbeauftragte der Universität Osnabrück und der Fachhochschule Frankfurt am Main für psychiatrische Pflege und implementierte die Weiterbildung Psychiatrische Pflege in der Weiterbildungsabteilung und war Promotorin des Projektes „Aufstieg durch Bildung“ an der Frankfurt University of Applied Sciences „MainCareer – Offene Hochschule“. Sie war und ist Mitglied in verschiedenen Gremien, Arbeitsgruppen und Vorständen in der psychosozialen Versorgung, Psychiatrischen Pflege und in trialogischen Kontexten. Hilde Schädle-Deininger arbeitet aktiv im Verbändedialog Psychiatrische Pflege, als Sprecherin des Arbeitskreises Pflege der Deutschen Gesellschaft für Soziale Psychiatrie mit. Sie war Mitbegründerin der Werkstattschriften zur Sozialpsychiatrie und des Psychiatrie-Verlags. Sie hat die Fachzeitschrift Psychiatrische Pflege Heute (PPH) mitgegründet, ebenso die Zeitschrift praxis wissen psychosozial, deren Mitherausgeberin sie war. Mit der Frankfurter Pflegewissenschaftlerin Hilde Steppe verband sie ein enger Kontakt bis zu deren Tod im Jahr 1999. Gemeinsam mit Eva-Maria Ulmer und Doris John-Ohmer ist Hilde Schädle-Deininger Vorstandsmitglied im Verein zur Förderung der historischen Pflegeforschung e. V., der anlässlich des Todes von Hilde Steppe gegründet wurde.

### Engagement für Vernetzung, Versorgung, Pflege und Bildung
Hilde Schädle-Deininger arbeitet eng ab Ende der 1960er Jahre mit Asmus Finzen, Klaus Dörner, Ursula Plog (gest.2002) in unterschiedlichen Kontexten hinsichtlich der psychosozialen Vernetzung, Versorgung, Fort- und Weiterbildung zusammen. In der Pflege war und ist Hilde Schädle-Deininger vernetzt, wichtig waren ihr neben vielen anderen auch Ruth Schröck und Antjie Grauhan. Zu ihren Hauptanliegen gehören eine eigenständige Psychiatrische Pflege, vor allem im ambulanten Bereich, um eine umfassende Betreuung und Begleitung von psychisch erkrankten Menschen mit anderen zu diskutieren und zu gewährleisten. Dazu gehören für sie ganz selbstverständlich Betroffene und Angehörige. Pflegebildung und insbesondere die Fort- und Weiterbildung der Psychiatrischen Pflege sind Hilde Schädle-Deininger ein Herzensanliegen.

## Ehrungen
- 2016: Hilde Schädle-Deininger wurde erste Preisträgerin des „Psychiatrischen Pflegepreises“. Dieser Preis wird von DFPP („Deutsche Fachgesellschaft Psychiatrische Pflege“), VAPP („Verein Ambulante Psychiatrische Pflege“) und  BAPP („Bundesinitiative Ambulante Psychiatrische Pflege e. V.“) gemeinsam verliehen.[5]
- 2021: Verdienstkreuz 1. Klasse des Verdienstordens der Bundesrepublik Deutschland

## Veröffentlichungen
- mit Asmus Finzen: Die Psychiatrie-Enquête – kurz gefaßt (= Werkstattschriften zur Sozialpsychiatrie. Heft 15). Deutsche Gesellschaft für Soziale Psychiatrie, 1976.
- mit Asmus Finzen: Unter elenden menschenunwürdigen Umständen – Die Psychiatrie-Enquête (= Werkstattschriften zur Sozialpsychiatrie. Bd. 25). Psychiatrie-Verlag, Rehburg-Loccum 1979, DNB 790399652.
- (Hrsg.): Den Psychisch Kranken im Alltag begleiten – Pflege in der Psychiatrie (= Werkstattschriften zur Sozialpsychiatrie. Bd. 31). Psychiatrie-Verlag, Rehburg-Loccum 1981.
- (Hrsg.): Pflege, Pflege-Not, Pflege-Notstand (= Werkstattschriften zur Sozialpsychiatrie. Bd. 46). Psychiatrie-Verlag, Bonn 1990.
- mit Ulrike Villinger: Praktische Psychiatrische Pflege. Arbeitshilfen für den Alltag. Psychiatrie-Verlag, Bonn 1996. 3. Auflage: Psychiatrie-Verlag, Köln 2014, ISBN 978-3-88414-611-8.
- Fachpflege Psychiatrie. Elsevier Urban & Fischer, München 2006.
- Basiswissen Psychiatrische Pflege. Psychiatrie-Verlag, Bonn 2008.
- mit Stephanie Schmiedgen, Bettina Nitzschke, S. Schoppmann: Psychiatrie in der Reihe fallorientiert lernen und lehren. Kohlhammer, Stuttgart 2014.
- Entwicklung in der Pflegebildung – Einige unfrisierte Gedanken zur Pflegeausbildung in Deutschland. In: Padua, Zeitschrift für Pflegepädagogik. Band 10, Nr. 3, 2015, S. 192–196.
- mit D. Wegmüller: Psychiatrische Pflege – Kurzlehrbuch und Leitfaden für Weiterbildung, Praxis und Studium. Hogrefe, Bern 2017.
- Identität und Inhalte psychiatrischer Pflege in der Bundesrepublik Deutschland von 1960–1990. In: Geschichte der Pflege. Das Journal für historische Forschung der Pflege- und Gesundheitsberufe, 2 (2020), S. 117 f. Digitalisat Abstract, abgerufen am 16. November 2020.
- mit Christoph Müller: Psychiatric nurses’ support in coming off psychotropic drugs. In: Peter Lehmann & Craig Newnes (Hrsg.): Withdrawal from Prescribed Psychotropic Drugs. Berlin / Lancaster: Peter Lehmann Publishing, 2021, ISBN 978-0-9545428-8-7.